# Wiktor Makiejew
Wiktor Pietrowicz Makiejew (ros. Ви́ктор Петро́вич Маке́ев, ur. 25 października 1924 we wsi Protopopowo (obecnie wieś im. Kirowa w rejonie kołomieńskim w obwodzie moskiewskim), zm. 25 października 1985 w Moskwie) – radziecki konstruktor rakiet, dwukrotny Bohater Pracy Socjalistycznej (1961, 1974).

## Życiorys
Wiktor Makiejew urodził się we wsi Protopopowo w obwodzie moskiewskim. Od 1939 pracował w fabryce lotniczej nr 22 w Moskwie, ewakuowanej 1941 do Kazania, 1942 studiował wieczorowo w Kazańskim Instytucie Lotniczym, później przeniesiony na studia dzienne do Moskiewskiego Instytutu Lotniczego im. Ordżonikidze, który ukończył 1948, później był na wyższych kursach inżynieryjnych przy Moskiewskiej Wyższej Szkole Technicznej im. Baumana. Od 1947 pracował na OKB-1 (obecnie RKK Energia) Instytutu Naukowo-Badawczego-88 jako kierowniczy konstruktor, brał udział w skonstruowaniu rakiety R-11 i pierwszej morskiej rakiety balistycznej R-11FM. W latach 1950–1952 funkcjonariusz Komsomołu, instruktor wydziału młodzieży robotniczej KC Komsomołu, potem ponownie kierowniczy konstruktor OKB-1, od 1955 główny konstruktor biura konstruktorskiego OKB-385 (później biura konstruktorskiego budowy maszyn), od 1963 szef przedsiębiorstwa i główny konstruktor, od 1977 szef biura konstruktorskiego budowy maszyn i konstruktor generalny. 17 czerwca 1963 za stworzenie rakiety R-13 otrzymał tytuł Bohatera Pracy Socjalistycznej. Przyczynił się do zbudowania pocisku balistycznego R-21 (1963), później pocisku R-27 (1968), R-29 - pierwszej morskiej rakiety międzykontynentalnej (1974), R-29R (1977), R-39 (1983) i R-29MR. 24 października 1974 za utworzenie kompleksu z rakietą RCM-40 otrzymał tytuł Bohatera Pracy Socjalistycznej po raz drugi.
Autor 32 wynalazków i ponad 200 publikacji. Profesor i kierownik katedry urządzeń latających w Czelabińskim Instytucie Politechnicznym (1960-1981), kierownik katedry problemów inżynierii energetycznej Moskiewskiego Instytutu Fizyczno-Technicznego (1981–1985). Wniósł poważny wkład w rozbudowę i rozwój miasta Miass. Deputowany do Rady Najwyższej ZSRR (1966–1985). Członek KC KPZR (1971–1985). Od 1962 profesor, od 1965 doktor nauk technicznych. Akademik Akademii Nauk ZSRR (1976). W 1974 nagrodzony Złotym Medalem Akademii Nauk ZSRR im. Siergieja Korolowa. Pochowany na Cmentarzu Nowodziewiczym. W 1997 pośmiertnie otrzymał honorowe obywatelstwo miasta Miass.

## Odznaczenia i nagrody
- Medal Sierp i Młot Bohatera Pracy Socjalistycznej (dwukrotnie - 17 czerwca 1961 i 24 października 1974)
- Order Lenina (pięciokrotnie – 20 kwietnia 1956, 17 czerwca 1961, 28 kwietnia 1963, 24 października 1974 i 24 października 1984)
- Order Rewolucji Październikowej (26 kwietnia 1971)
- Nagroda Leninowska (1959)
- Nagroda Państwowa ZSRR (trzykrotnie – 1968, 1978 i 1983)
- Medal „Za ofiarną pracę w Wielkiej Wojnie Ojczyźnianej 1941–1945” (6 czerwca 1945)

I medale.